# Mycteroperca jordani
Mycteroperca jordani is een  straalvinnige vissensoort uit de familie van zaag- of zeebaarzen (Serranidae). De wetenschappelijke naam van de soort werd voor het eerst geldig gepubliceerd in 1889 door Jenkins & Evermann.
De soort staat op de Rode Lijst van de IUCN als Bedreigd, beoordelingsjaar 2008. De omvang van de populatie is volgens de IUCN dalend.